# Philoponella pantherina
Philoponella pantherina är en spindelart som först beskrevs av Eugen von Keyserling 1890.  Philoponella pantherina ingår i släktet Philoponella och familjen krusnätsspindlar.
Artens utbredningsområde är New South Wales. Inga underarter finns listade i Catalogue of Life.